# NGC 4921
NGC 4921 est une vaste galaxie spirale barrée située dans la constellation de la Chevelure de Bérénice. Sa vitesse par rapport au fond diffus cosmologique est de 5 739 ± 19 km/s, ce qui correspond à une distance de Hubble de 84,6 ± 5,9 Mpc (∼276 millions d'al). NGC 4921 a été découverte par l'astronome germano-britannique William Herschel en 1785.

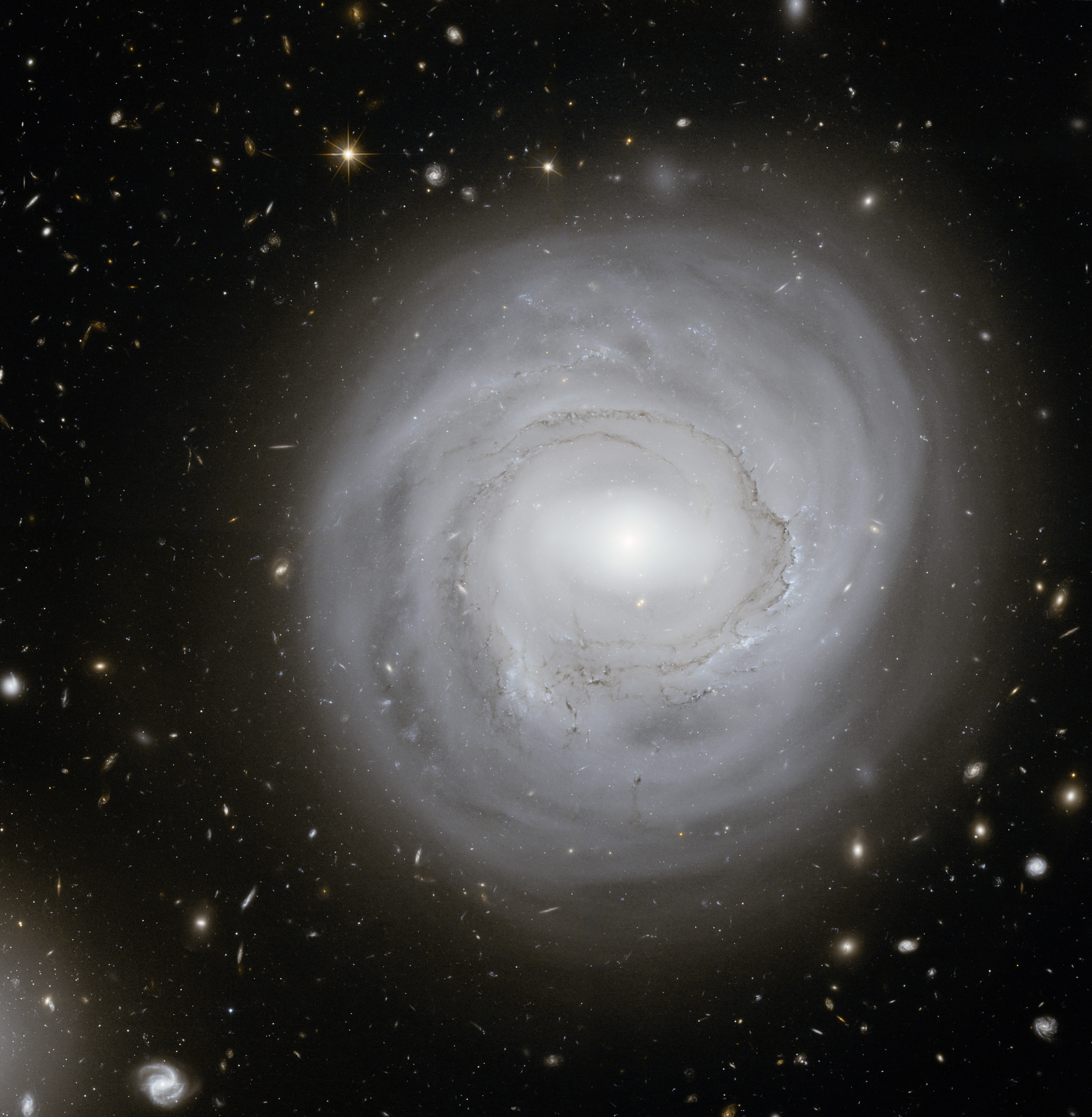
NGC 4921 par le télescope spatial Hubble.

La classe de luminosité de NGC 4921 est I-II et elle présente une large raie HI. C'est aussi une galaxie active (AGN) et elle présente un noyau en retrait (RET, retired nucleus).
À ce jour, deux mesures non basées sur le décalage vers le rouge (redshift) donnent une distance de 88,300 ± 0,000 Mpc (∼288 millions d'al), ce qui est à l'intérieur des valeurs de la distance de Hubble.
La désignation DRCG 27-97 est utilisée par Wolfgang Steinicke pour indiquer que cette galaxie figure au catalogue des amas galactiques d'Alan Dressler. Les nombres 27 et 97 indiquent respectivement que c'est le 27e amas de la liste, soit Abell 1656 (l'amas de la Chevelure de Bérénice), et la 97e galaxie de cet amas. Cette même galaxie est aussi désignée par ABELL 1656:[D80] 97 par la base de données NASA/IPAC, ce qui est équivalent. Dressler indique que NGC 4872 est une galaxie spirale barrée de type SBb.

## NGC 4921, une galaxie anémique
En 1976, l'astronome canadien Sidney van den Bergh considéra cette galaxie comme anémique à cause de son faible taux de formation d'étoiles. Il nota qu'elle avait un rayonnement inhabituellement bas et qu'elle montrait des bras spiraux remarquablement diffus. Elle reste néanmoins la galaxie la plus brillante galaxie du groupe de NGC 4921 et l'une des plus brillantes de l'amas de la Chevelure de Bérénice. Cette galaxie est située près du centre de l'amas et elle se déplace à une grande vitesse comparée à la vitesse moyenne de l'amas. Grâce à des observations radioastronomiques de la galaxie NGC 4921 à la longueur d'onde de 21 cm, il a remarqué qu'elle était déficiente en hydrogène neutre. Il a également pu observer que la distribution de gaz avait été fortement perturbée autour des bras spiraux et qu'elle était moins répandue que dans le disque optique de la galaxie. Cela pourrait être dû à la pression dynamique exercée sur elle par son mouvement dans le milieu intergalactique (ram-pressure stripping en anglais) qui dépouillerait la galaxie de son gaz.

## Supernova
La supernova SN 1958B a été découverte le 4 mai par l'astronome américain Milton Lasell Humason qui travaillait à l'observatoire du Mont Palomar. Le type de cette supernova n'a pas été déterminé. Elle apparut assez loin du centre de la galaxie et elle atteignit un pic de magnitude d'environ 18,5. Le spectre lumineux s'avère semblable à celui de la supernova SN 1987A dans le Grand Nuage de Magellan qui laisse apparaître un comportement photométrique inhabituel.

## Groupe de NGC 4921
Selon un article publié en 1998 par Abraham Mahtessian, NGC 4921 est la galaxie la plus brillante d'un groupe qui porte son nom. Le groupe de NGC 4921 comprend au moins quatre membres. Les autres galaxies du groupe sont NGC 4952 (=NGC 4962), NGC 5000 et 1360+2827, une abréviation employée par Mahtessian pour la galaxie CGCG 13606.5+2827 (UGC 8229).
D'autre part, il est assez étonnant que la galaxie NGC 4923 n'apparaisse pas dans la liste de Mahtessian. Elle est en effet voisine de NGC 4921 et elle est à la même distance de Hubble que celle-ci.

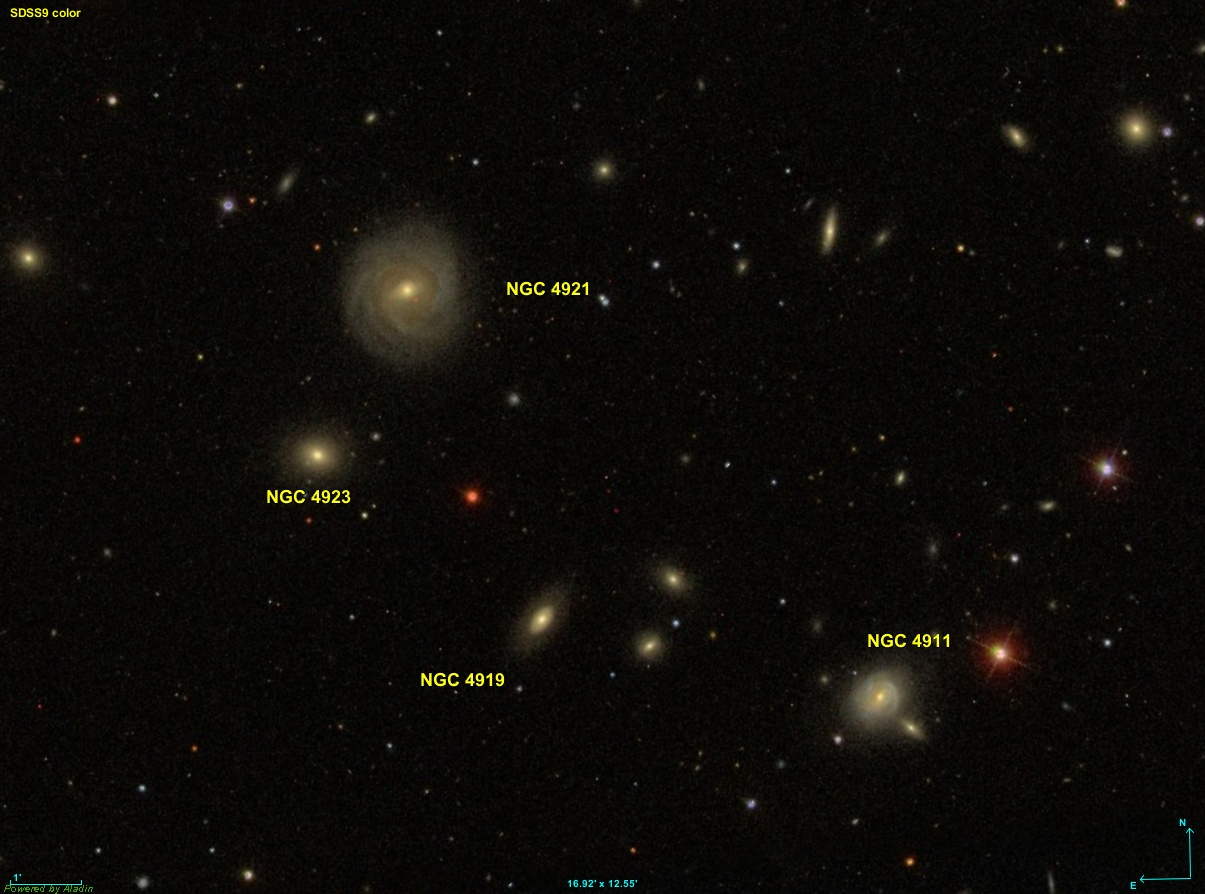
NGC 4911, NGC 4919, NGC 4921 et NGC 4923 font partie de l'amas de la Chevelure de Bérénice

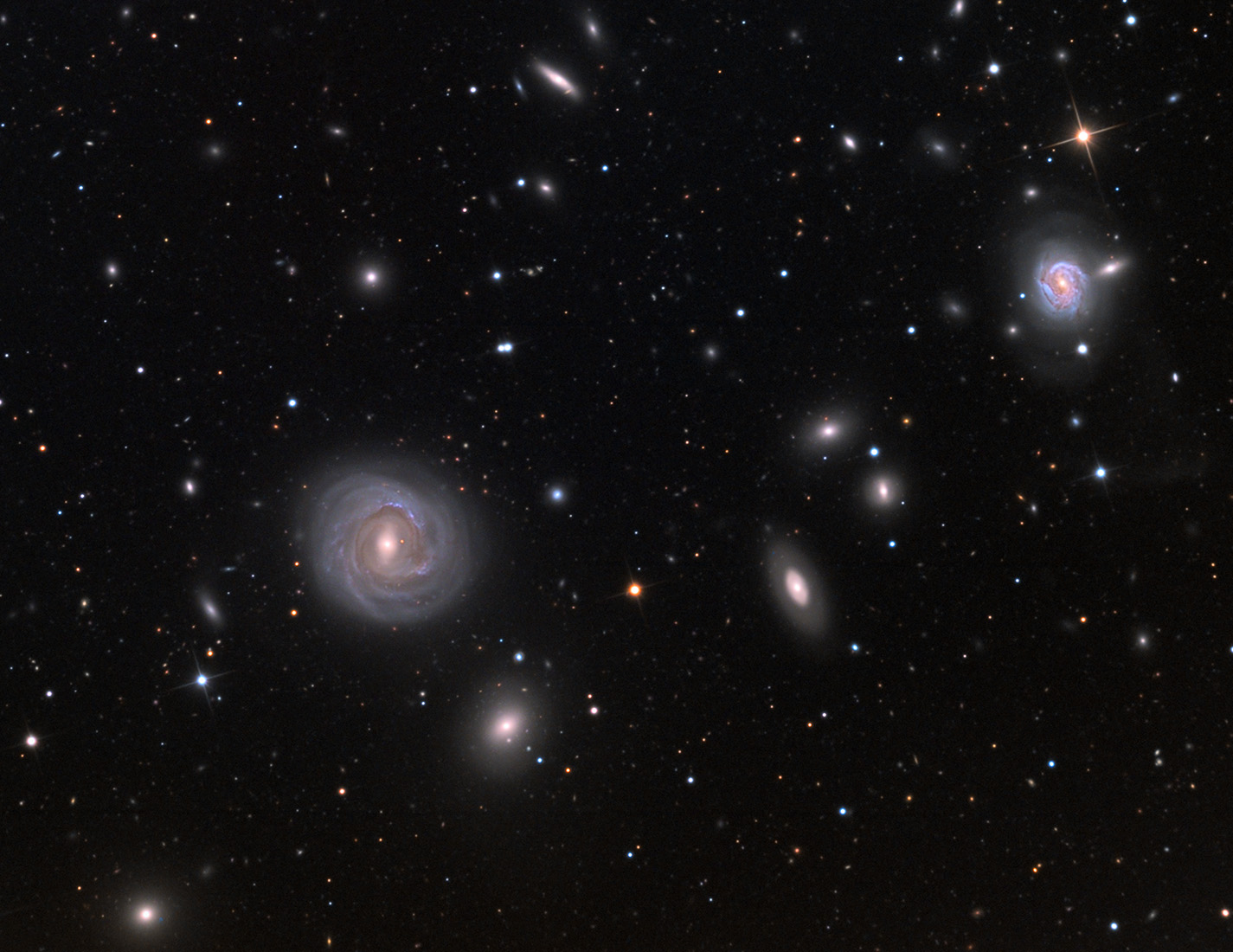
Les quatre mêmes galaxie par le télescope Schulman de l'observatoire du Mont Lemmon.